# Parkano

Huy hiệu của Parkano

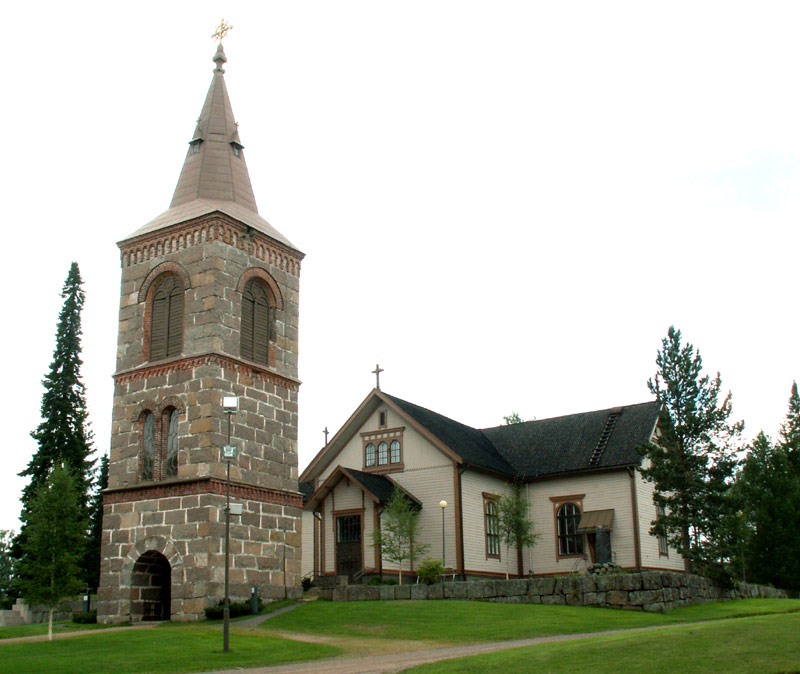
Nhà thờ Parkano

Parkano là một thị xã và đô thị ở Phần Lan.
Thị xã này có cự ly 84 km về phía bắc Tampere ở tỉnh Tây Phần Lan, trong vùng Pirkanmaa. Đô thị này có dân số 7.499 người (thời điểm năm 2003) với diện tích là 910,17 km², trong đó có 55 km² là diện tích mặt nước. Mật độ dân số là 8,8 người trên mỗi km². 
Đô thị này chỉ sử dụng tiếng Phần Lan.
Nhân vật nổi tiếng sống ở Parkano có lẽ là Gustav Wrede af Elimä.